# 陳春治
陳春治（1939年—)，台灣台南學甲人，現居於屏東縣萬丹鄉，為歌仔戲藝人，擅長小生、武生。

## 生平
陳春治世居台南縣學甲，出身於大家族，家中務農祖上留有農地十甲，父親從事豬隻買賣，家境富裕，並生有子女九人。家人與叔伯共居共食，一家族人口有三十餘人。陳春治三歲喪母，隔年父親再娶，由於後母極為苛刻，其便姊代母職照顧弟妹們，承擔繁瑣家務。
成長中的陳春治因家中長輩的觀念相當保守，認為女子無須受教育，所以陳春治不識字。年幼時即愛看戲，而因不時受後母凌虐，在14歲時(1953年)恰巧苗栗「華美歌劇團」到學甲演出，便決定偷偷跟隨戲班出走，投入歌仔戲演出。自此，開始接受三年六個月的習藝過程，由名師呂老虎、呂福祿指導，學習腳步手路、武打招式、刀槍。
陳春治學藝至十五、六歲，便分派為生角。從扮演好色的採花角色開始，直到十八歲時，開始演出武生、小生，最後決定要出班。離開華美歌劇團加入台中「高美歌仔戲團」擔任當家武生，結識了擅長三花角色(丑角)的鄭抄，兩人後來結為夫妻。輾轉經歷台南「博愛」、新營「黑松」、「和美」等劇團，從事內台歌仔戲演出。
1960年，陳春治21歲，遭逢內台戲衰微，於是加入賣藥團演出。隔年因懷孕。又轉投入岡山電台錄製廣播歌仔戲。而後因電視的興起，歌仔戲班大量走向野台形式的演出。陳春治遂加入明華園歌仔戲團。在明華園中的演出經驗中，累積且記憶了許多的劇本內容，也因此後來成為林園「新南星」、屏東「龍飛」等劇團的編排劇情藝師。

## 家庭
育有兩男一女，長男鄭溪和學習琵琶有成，後進入文化大學進修，畢業後再進國立台北藝術大學傳統藝術研究所，其後在各級學校從事音樂及樂器教學，最後於高雄文山國中退休，目前在高雄國立中山大學音樂系兼任，教授中國音樂學與臺灣傳統音樂。